# Округ Карол (Мисисипи)
Округ Карол (енгл. Carroll County) је округ у америчкој савезној држави Мисисипи.

## Демографија
По попису из 2010. године број становника је 10.597, што је 172 (-1,6%) становника мање него 2000. године.
| Група             | 2000.         | 2010.         |
| Белци             | 6.705 (62,3%) | 6.927 (65,4%) |
| Афроамериканци    | 3.942 (36,6%) | 3.461 (32,7%) |
| Азијати           | 17 (0,2%)     | 20 (0,2%)     |
| Хиспаноамериканци | 79 (0,7%)     | 106 (1,0%)    |
| Укупно            | 10.769        | 10.597        |